# Clusia schomburgkiana
Clusia schomburgkiana är en tvåhjärtbladig växtart som först beskrevs av Jules Émile Planchon och Triana, och fick sitt nu gällande namn av George Bentham och Adolf Engler. Clusia schomburgkiana ingår i släktet Clusia och familjen Clusiaceae. Inga underarter finns listade i Catalogue of Life.